# Deutsche Kriegsgräberstätte Bartossen (Bartosze)

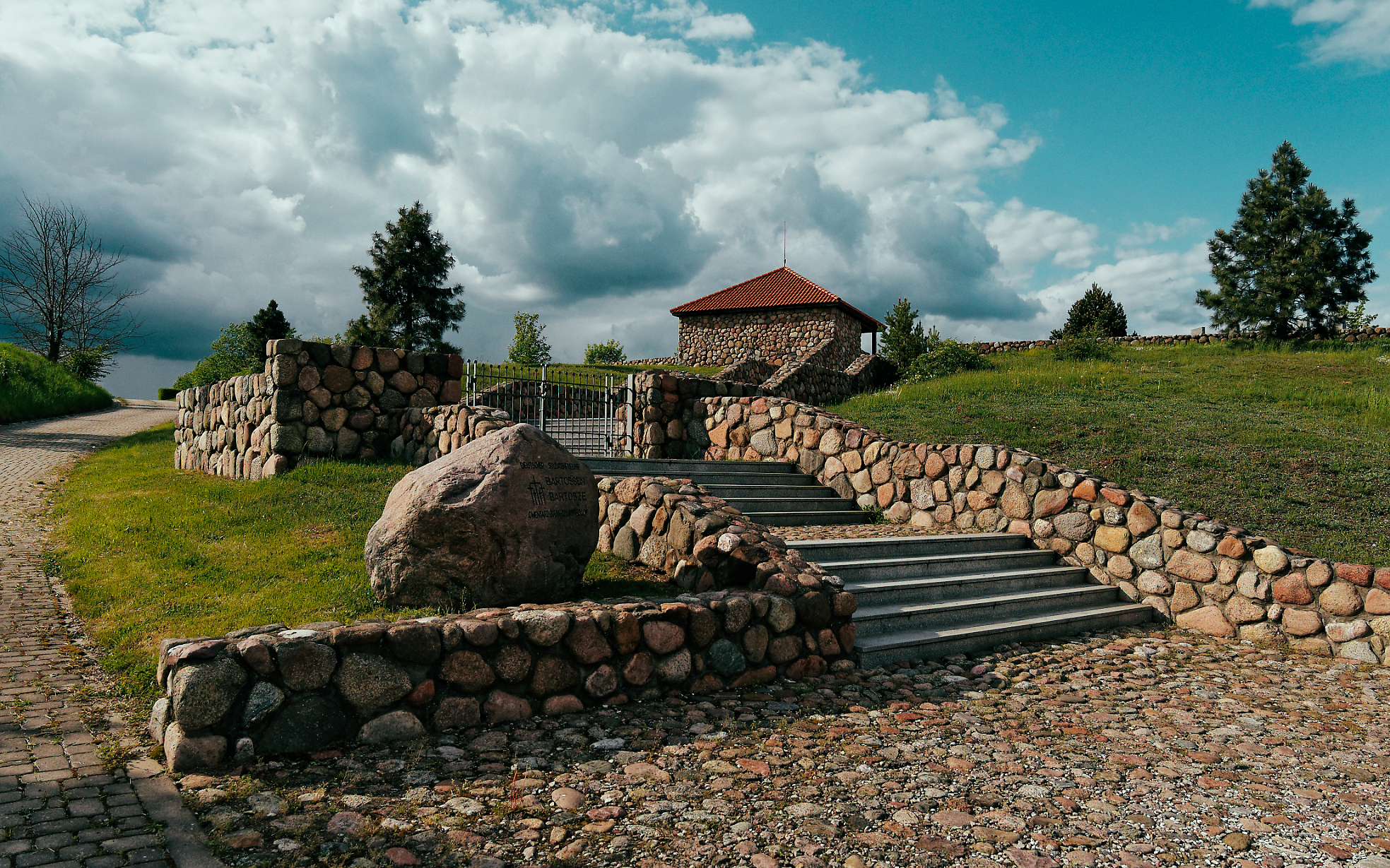
Polen – Bartossen – Lyck – Deutscher Soldatenfriedhof 1914–1918, 1939–1945

Die Deutsche Kriegsgräberstätte Bartossen (Bartosze) (polnisch Cmentarz Żołnierzy Niemieckich Bartosze) liegt bei Bartosze  in der polnischen Woiwodschaft Ermland-Masuren, das zur Gmina Ełk (Landgemeinde Lyck) im Powiat Ełcki (Kreis Lyck) gehört. Hier ruhen 84 deutsche Soldaten des Ersten Weltkriegs und 20.000 Tote des Zweiten Weltkriegs.

## Lage

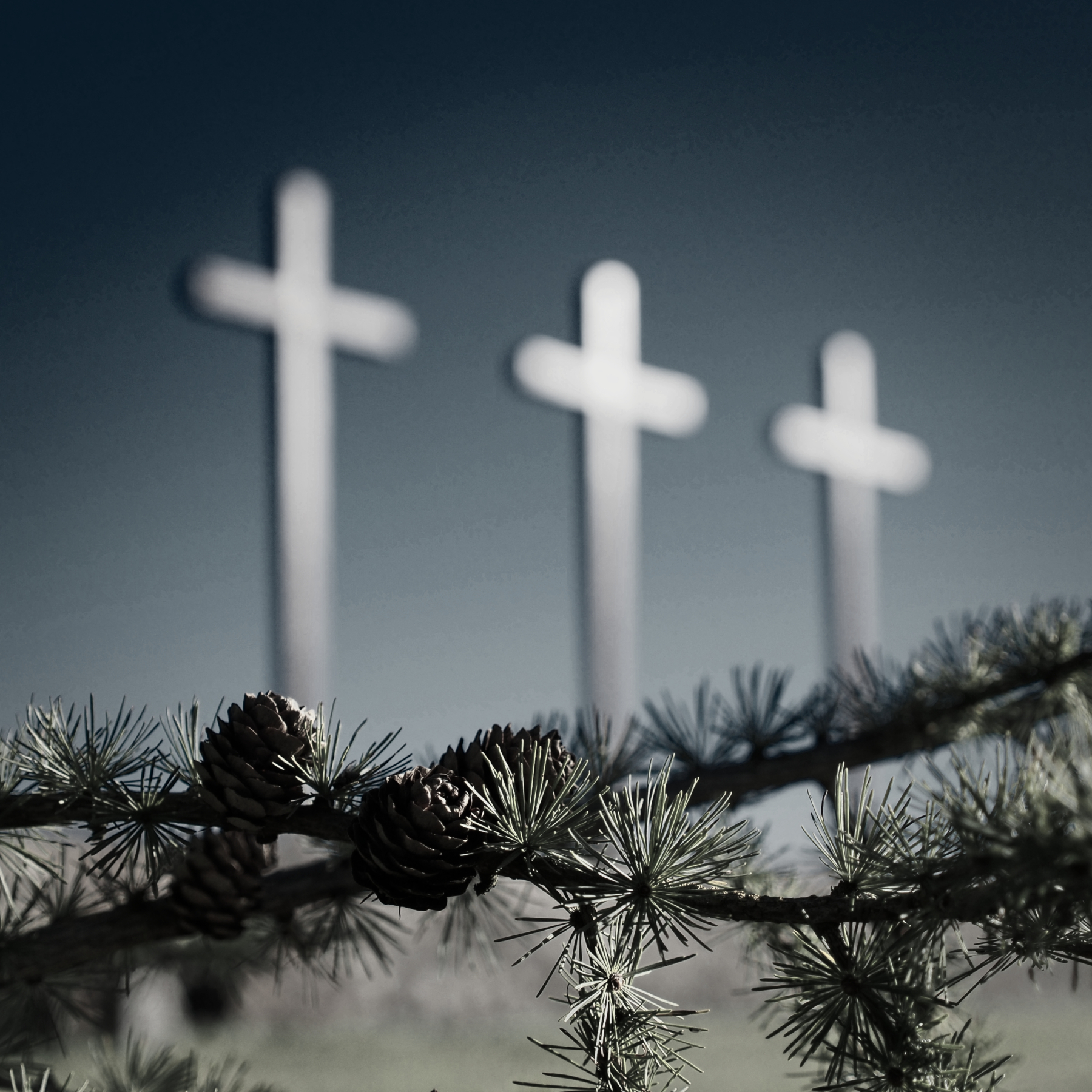
Wegmarke: Die drei Holzkreuze der Deutschen Kriegsgräberstätte Bartossen (Bartosze)

Von Ełk (Lyck) kommend, führt die Straße Nummer 16 in Richtung Westen nach Olsztyn (Allenstein). Nach fünf Kilometer geht rechts eine Straße ab zur Kriegsgräberstätte. Kennzeichen der Anlage sind die drei weit sichtbaren Holzkreuze, die vom Friedhof des Ersten Weltkriegs zeugen.

## Die Toten
Die Kriegsgräberstätte ist ein Sammelfriedhof für Gefallene aus dem Gebiet des ehemaligen Ostpreußens und Bialystok. Die ersten hier bestatteten Toten waren Gefallene der Winterschlacht in Masuren. Dann wurden etwa 15.000 Tote aus dem Zweiten Weltkrieg hierher überführt. Im Jahr 2017 wurden 2.974 Tote (ehemalige Kriegsgefangene und Zivilisten, darunter auch Frauen und Kinder, die an Krankheiten und Hunger starben) aus dem Kriegsgefangenenfriedhof eines sowjetischen Kriegsgefangenenlagers mit großem Lazarett der Stadt Thorn (Toruń) zugebettet. Der Kriegsgefangenenfriedhof wurde beim Bau eines neuen Wohnviertels gefunden.

## Der Friedhof

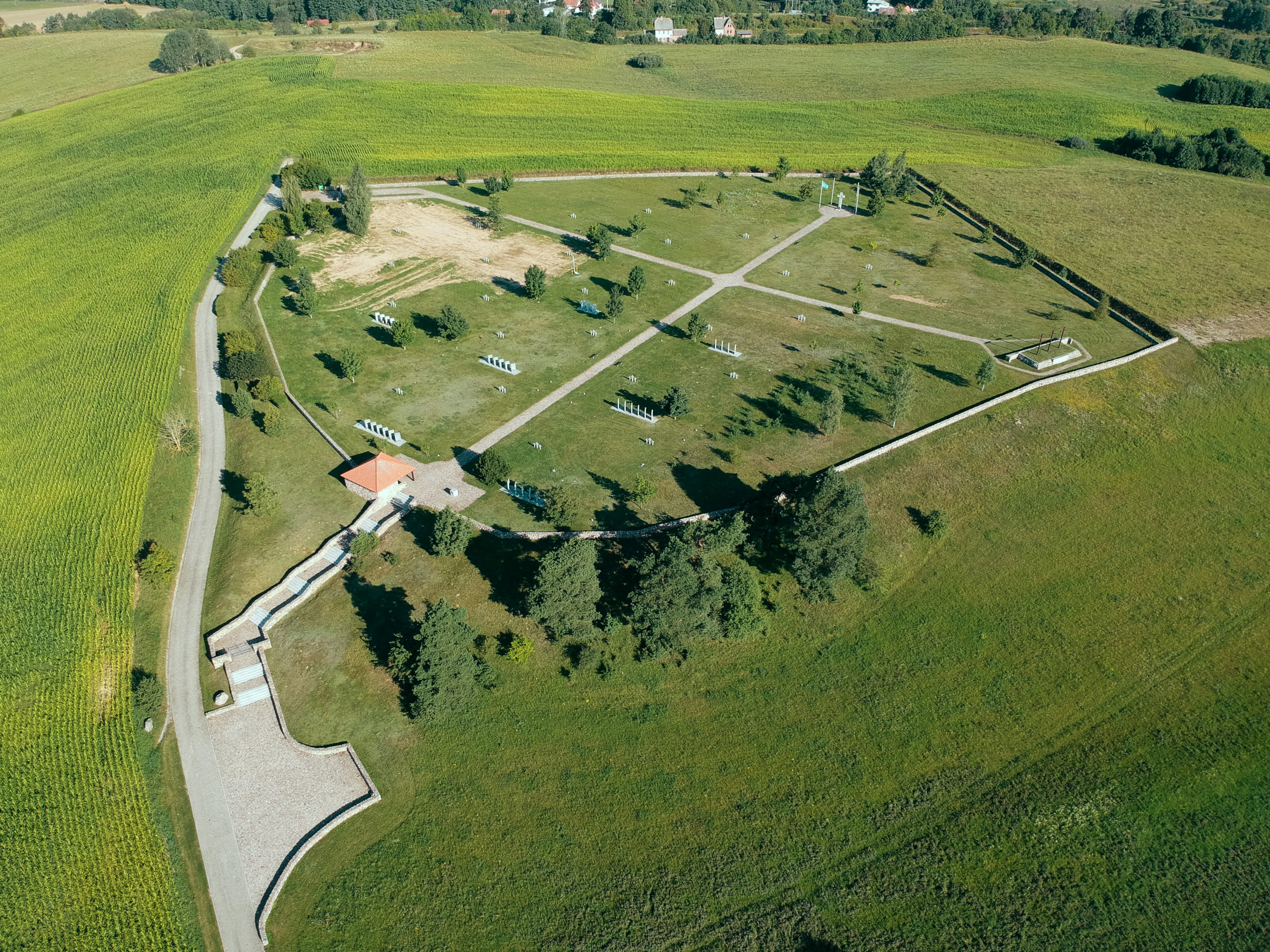
Deutsche Kriegsgräberstätte Bartossen (Bartosze) – Gesamtübersicht

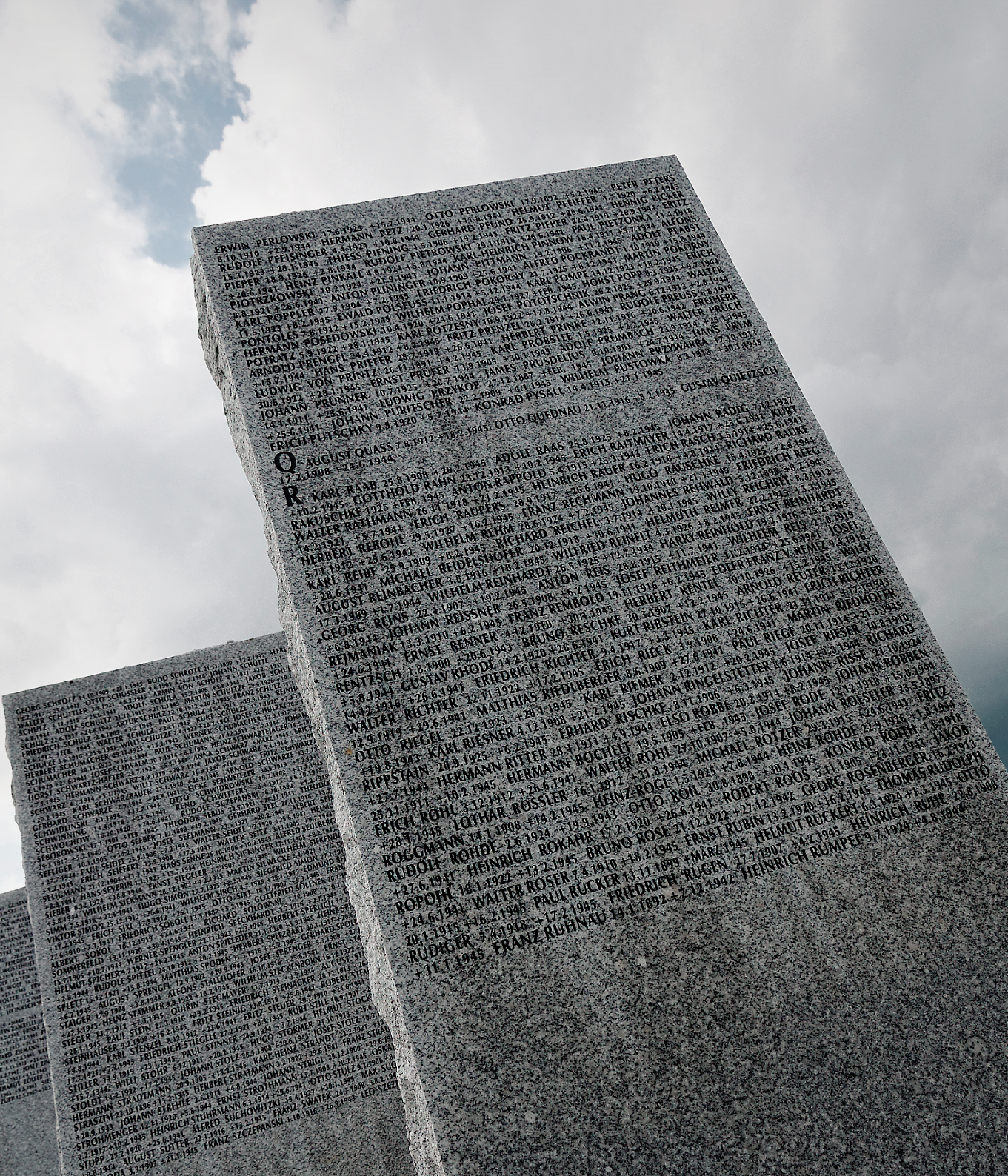
Deutsche Kriegsgräberstätte Bartossen (Bartosze) – Granitsäulen mit Namen

Der Friedhof aus dem Ersten Weltkrieg wurde im Jahr 1990 renoviert. Der Friedhof wurde auf rund 5 Hektar erweitert und wurde im Jahr 2003 angelegt. Er liegt auf einem Plateau und ist durch Treppen zugänglich. Die Gräberblöcke Für die Kriegstoten des Zweiten Weltkriegs sind durch Symbolkreuzgruppen gekennzeichnet. Eine Einfassung durch Natursteinmauern und Wege prägen die Anlage.

## Polnische Tote
Die polnischen Kriegstoten sind auf dem Kommunalfriedhof in Ełk (Lyck) auf dem dortigen Kriegsgräberfeld beigesetzt.